# Jan Baron

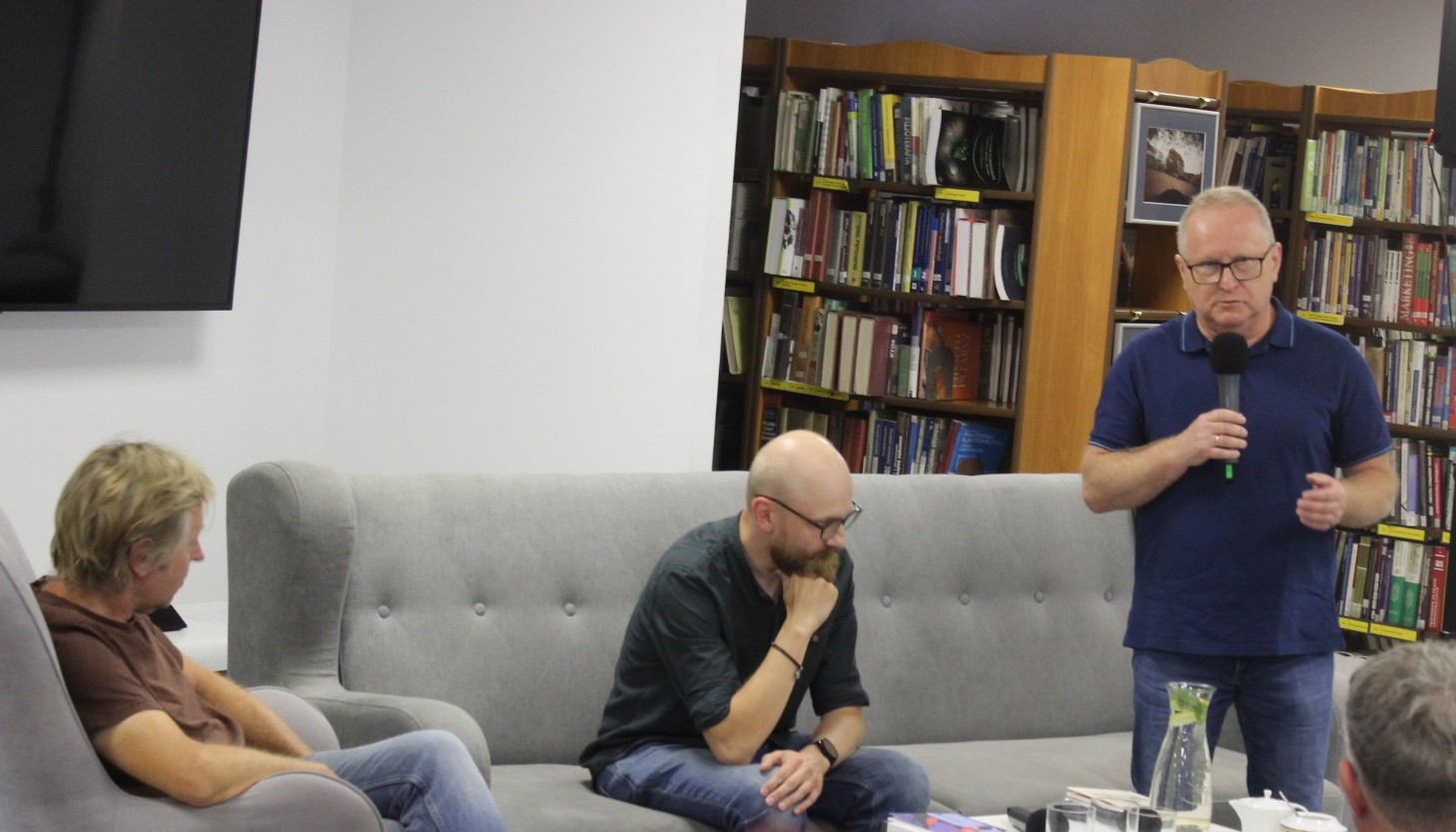
Krzysztof Fedorowicz, Jan Baron, Karol Maliszewski

Jan Baron (ur. 1985 w Rudzie Śląskiej) – polski poeta.

## Biografia
Jan Baron ukończył polonistykę (specjalność edytorska) na Uniwersytecie Jagiellońskim. W 2018 r. obronił pracę doktorską pt. Aspekty retoryczne kazań maryjnych Jacka Liberiusza na Wydziale Filologicznym Uniwersytetu Śląskiego w Katowicach. Laureat Nagrody Kościelskich 2021 za tom poetycki Psińco. Za ten tom został również nominowany do Wrocławskiej Nagrody Poetyckiej Silesius 2021 w kategorii „książka roku” oraz do Nagrody Poetyckiej im. Kazimierza Hoffmana „KOS” 2021.
Mieszka w Chorzowie.

## Publikacje
- Korekta (Mamiko, Nowa Ruda 2010)[6],
- Układ scalony (SAPiK, Szczecinek 2015)[7],
- Psińco (Convivo, Warszawa 2020),
- Wszyscy jesteśmy głupcy (Convivo, Warszawa 2025)[8].